# ウェスレイ・サイード
ウェスレイ・サイード（Wesley Saïd、1995年4月19日 - ）はフランスのサッカー選手。RCランス所属。ポジションはFW。

## 経歴
2013年8月31日のリール戦でデビュー。
2015-16シーズンはリーグ・ドゥのディジョンFCOに期限付き移籍をした。
2017年7月、ディジョンと4年契約を結んで完全移籍。移籍金は150万ユーロとみられている。
2021年6月22日、RCランスへ移籍。

## 人物
コモロにルーツを持つ父親と、モーリタニア人の母親を持つ。